# Михайлов, Евгений Витальевич
Евге́ний Вита́льевич Миха́йлов (5 января 1921 — 17 марта 1944) — лётчик-ас, Герой Советского Союза (1944, посмертно), гвардии лейтенант.

## Биография

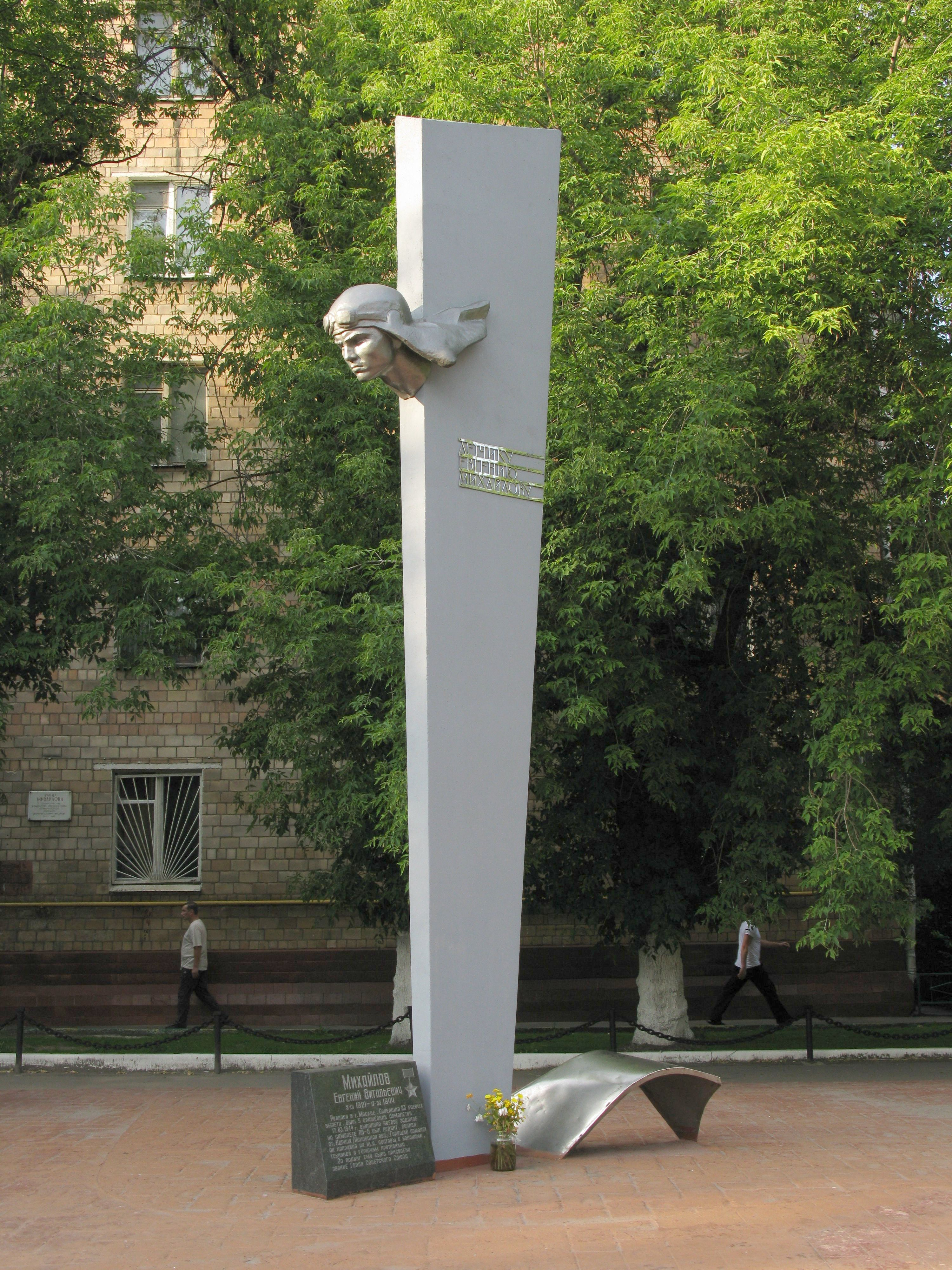
Памятник Евгению Михайлову в Москве.

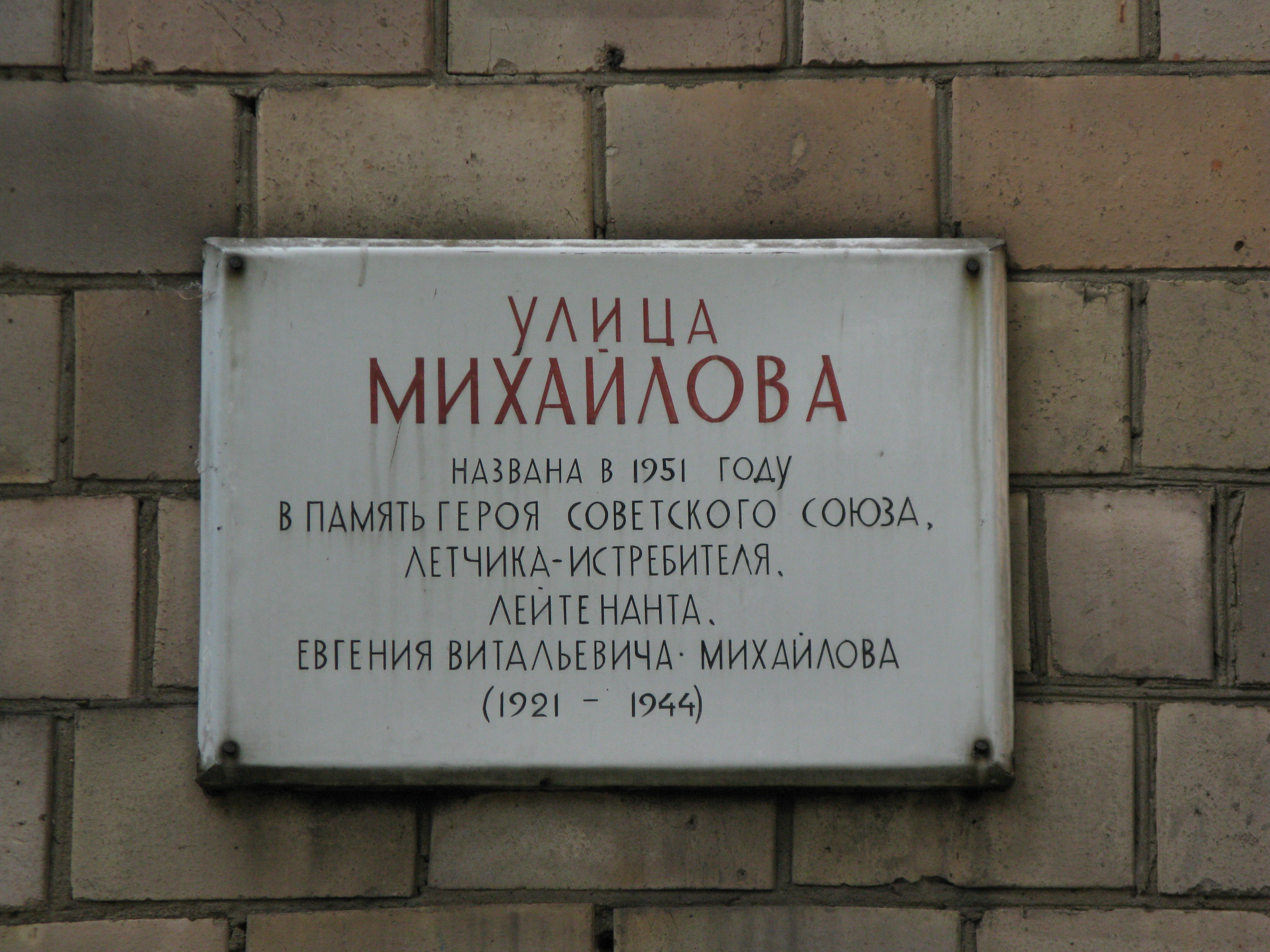
Мемориальная табличка на улице Михайлова, д. 8/5.

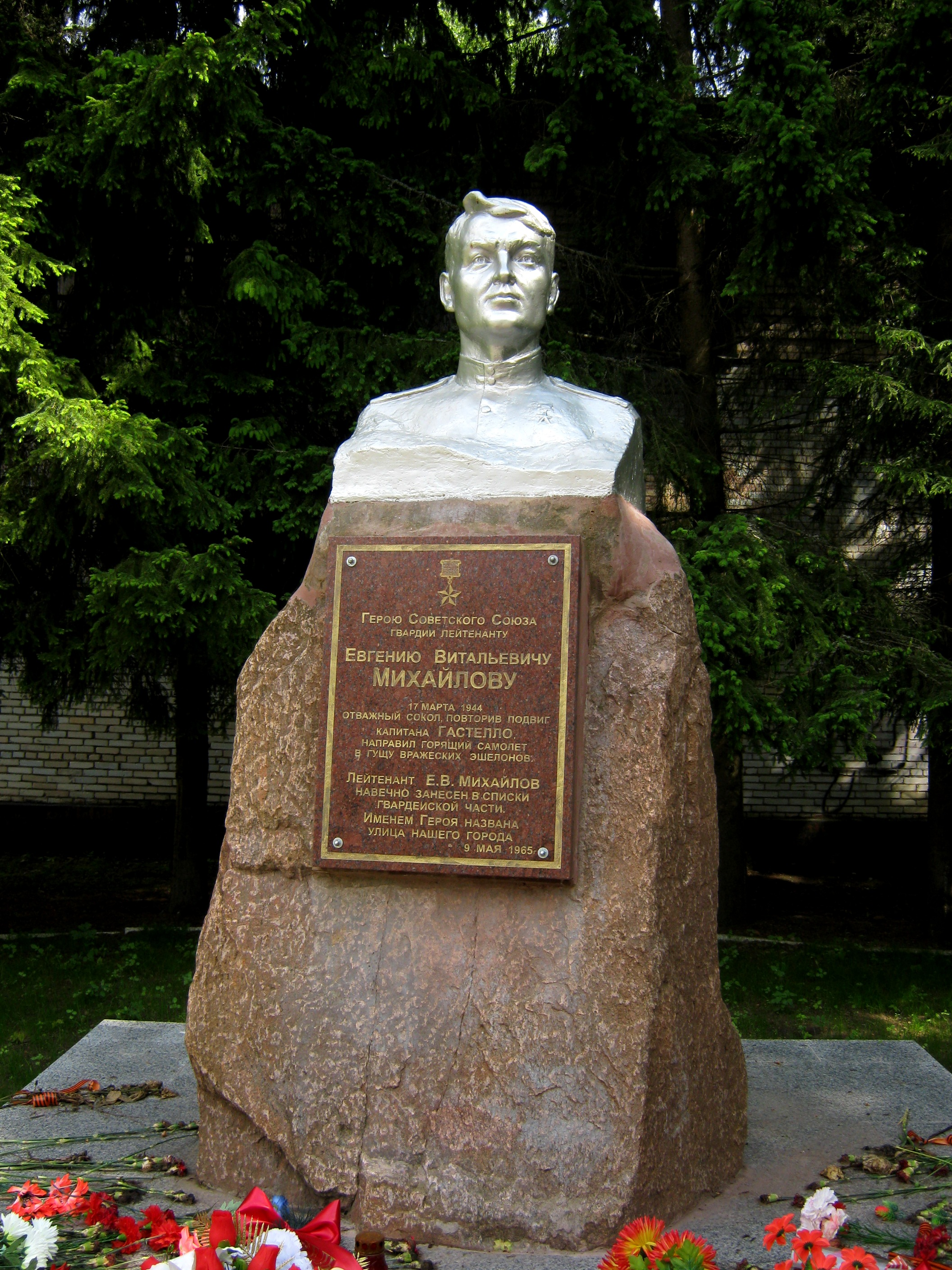
Памятник Михайлову в гарнизоне Новый Городок (Кубинка)

Евгений Михайлов родился 5 января 1921 года в посёлке Чухлинка (в настоящее время в черте Москвы), в семье рабочего Перовского вагоноремонтного завода. Окончил 9 классов школы № 5 города Перово (ныне московская школа № 777), в 1938 году — аэроклуб. После учёбы работал токарем на одном из московских заводов. В 1940 году Евгений Михайлов был призван в Красную Армию и направлен в Качинскую военную авиационную школу пилотов, которую закончил в 1941 году. Михайлов показал себя отличным лётчиком-истребителем, и поэтому был оставлен командованием в качестве инструктора в училище. В его обязанности входила подготовка молодых лётчиков.
После начала Великой Отечественной войны Михайлов рвался на фронт. В феврале 1943 года он прибыл в 32-й гвардейский истребительный авиационный полк, который вёл бои на Северо-Западном фронте. Первым заданием лейтенанта Михайлова стало уничтожение немецкого самолёта-разведчика Fw 189 «Рама». Этот приказ был успешно выполнен.
Евгений Михайлов участвовал в Курской битве, а затем вновь в боях на северо-западном направлении и в составе 1-го Прибалтийского фронта. В начале 1944 года 3-я гвардейская истребительная авиадивизия 1-го гвардейского истребительного авиационного корпуса была перебазирована на Невельский аэроузел. Из-за близости линии фронта возникала повышенная потребность в постоянной воздушной разведке, которая поручалась только самым опытным лётчикам. Среди них был и лейтенант Михайлов.

## Подвиг
17 марта 1944 года в 13 часов 50 минут Евгений Михайлов со своим звеном вылетел на задание по прикрытию наземных войск. Из-за сложных метеоусловий было трудно ориентироваться и удерживать строй. После выполнения задания Михайлов со своим напарником гвардии лейтенантом В. С. Титовым направились на свой аэродром. Самолёты вышли на занятую противником железнодорожную станцию Идрица, откуда по железной дороге в условиях плохой видимости было легче выйти на аэродром.
Над станцией Михайлов и Титов неожиданно попали под сильный огонь зенитной артиллерии противника. Прямым попаданием зенитного снаряда самолёт Михайлова был серьёзно повреждён. Пилот отчётливо сознавал, что до своей территории дотянуть не удастся. Прыжок с парашютом означал неизбежный плен. Михайлов заметил в центре станции большой состав с цистернами с горючим и принял решение направить в него свой Ла-5. Взрыв самолёта уничтожил несколько эшелонов и вызвал на станции сильнейший пожар. В полку приняли последнюю радиограмму героя: «Самолёт подожжён. Горючее кончилось. До своих не дотяну. В плен не сдамся. Решил таранить и взорвать немецкий эшелон на Идрице. Боевой привет товарищам! За Родину!»
Е. В. Михайлов выполнил 92 боевых вылета, в 22 воздушных боях сбил 5 вражеских самолётов. Указом Президиума Верховного Совета СССР от 26 октября 1944 года гвардии лейтенанту Е. В. Михайлову посмертно присвоено звание Героя Советского Союза.

## Награды
- Медаль «Золотая Звезда» Героя Советского Союза;
- орден Ленина;
- орден Красного Знамени;
- орден Отечественной войны I степени.

## Память
- В 1978 году издан художественный маркированный конверт, посвящённый герою.
- О подвиге Евгения Михайлова фронтовые газеты писали:

Настанет время, когда железнодорожная станция, над которой Евгений Михайлов совершил свой героический подвиг, залечит раны, нанесённые немецко-фашистскими захватчиками, и тогда благодарные советские люди воздвигнут на площади станции среди цветов памятник мужественному и честному лётчику Евгению Михайлову. Проезжающие мимо люди будут вглядываться в бронзовые строгие черты лица героя. Они услышат о бессмертном подвиге, совершённом этим человеком.

Подвиг, совершённый Михаловым 17 марта 1944 года, хорошо известен жителям Идрицы. На привокзальной площади станции в 1955 году установлен бронзовый бюст лётчика на мраморном постаменте (скульптор Г. И. Мотовилов, архитектор Л. М. Поляков), его именем названы эта площадь и улица в посёлке.
- Имя Евгения Михайлова носит улица в Москве, где ему тоже установлен памятник. В память о герое на улице Михайлова в Москве и в школе № 777 (бывшая школа №786) установлены мемориальные доски. Долгое время имя лётчика носила пионерская дружина этой школы.
- Имя Михайлова также носит улица в подмосковном городе Кубинка, в гарнизоне Новый Городок ему установлен памятник.